# Distrikt Yanahuaya
Der Distrikt Yanahuaya liegt in der Provinz Sandia in der Region Puno in Südost-Peru. Der Distrikt wurde am 23. April 1962 gegründet. Er besitzt eine Fläche von 648 km². Beim Zensus 2017 wurden 2173 Einwohner gezählt. Im Jahr 1993 lag die Einwohnerzahl bei 3034, im Jahr 2007 bei 2369. Verwaltungssitz des Distriktes ist die 1550 m hoch gelegene Ortschaft Yanahuaya mit 1052 Einwohnern (Stand 2017). Yanahuaya befindet sich knapp 33 km ostnordöstlich der Provinzhauptstadt Sandia.

## Geographische Lage
Der Distrikt Yanahuaya liegt in der peruanischen Ostkordillere im Südosten der Provinz Sandia. Der Río Tambopata durchfließt den Distrikt in nordnordöstlicher Richtung. Dessen rechter Nebenfluss Río Pablobamba durchquert das Bergland im östlichen Teil des Distrikts in nördlicher Richtung.
Der Distrikt Yanahuaya grenzt im Südwesten an den Distrikt Sina, im äußersten Nordwesten an die Distrikte Quiaca und Sandia, im Norden an die Distrikte Alto Inambari und San Juan del Oro sowie im Osten und im Südosten an Bolivien.

## Ortschaften
Im Distrikt gibt es neben dem Hauptort folgende größere Ortschaften:
- Aquada
- Huañaraya (217 Einwohner)
- Pilco
- Purumpata
- Yahuarmita